# La Cassine
Cet article possède un paronyme, voir Cassine.
La Cassine est une localité de Vendresse et une ancienne commune française, située dans le département des Ardennes en région Grand Est.
L'ancienne commune fut créée aux dépens du territoire de Vendresse, en 1790, puis rattachée à cette dernière le 1er janvier 1970.

## Géographie

### Toponyme
Cassine est emprunté à l’italien dialectal cassina (toscan cascina), et désigne une petite maison en campagne. Il a sans doute été donné par antinomie au château de Gonzague, puis au village.

### Localisation
Le lieu est entre Sauville au sud et Vendresse au nord, à l'orée d'une forêt, proche également de la chartreuse du Mont-Dieu et de la Maison à Bar, à l'est, et de Omont, ancien centre historique du duché de Rethel, au nord-ouest. La commune avait une superficie de 10,08 km2

## Histoire
Vers l'an 1571, Louis de Gonzague, duc de Nevers, époux depuis quelques années d'Henriette de Clèves, fait construire un château en ce lieu, en la place d'un ancien logis de chasse, pour y séjourner lorsqu'il vient dans son duché de Rethel. Le château est achevé en 1595 « avec tous jardinages et boscages plantés à la ligne, bien il est vray que son fils et successeur le fortifia de beaucoup en plates-formes, ravelins et autres munitions ».
En 1579, Louis et Henriette fondent également le couvent de cordeliers voisin. En 1657, Louis XIV et Mazarin séjournent à La Cassine, sur le trajet les conduisant au siège de Montmédy. Six ans plus tard, le duché de Rethel est adjugé  à Hortense Mancini, la nièce de Mazarin, qui vient d'être mariée au duc de La Meilleraye. Rendant la vie impossible à son épouse par sa bigoterie, son jansénisme extravagant, sa jalousie et ses manies, il est abandonné par Hortense Mancini et vient vivre à La Cassine. En 1697, alors qu'il est dans les lieux, la foudre tombe sur le château et déclenche un incendie. Ses héritiers viennent peu en ce domaine de La Cassine et ne remettent pas en état le château, qui s'abîme de plus en plus au fil des années. La propriété est acquise par Jean-Nicolas Gendarme, industriel ardennais fortuné, et sa troisième fille fait réaménager les dépendances, le parc, et reconstruire l'église. Le frère du roi de Prusse y loge en 1870.
La Cassine est érigée en commune en 1790 aux dépens de la commune de Vendresse.
Par arrêté préfectoral du 3 décembre 1969, la commune de La Cassine est rattachée le 1er janvier 1970 à la commune de Vendresse.

## Politique et administration
| Période                                  | Période | Identité | Étiquette | Qualité |
| ---------------------------------------- | ------- | -------- | --------- | ------- |
| Les données manquantes sont à compléter. |         |          |           |         |
|                                          |         |          |           |         |

## Démographie
| 1793 | 1800 | 1806 | 1821 | 1831 | 1836 | 1841 | 1846 | 1851 |
| ---- | ---- | ---- | ---- | ---- | ---- | ---- | ---- | ---- |
| 204  | 211  | 215  | 212  | 231  | 228  | 212  | 184  | 181  |

| 1856 | 1861 | 1866 | 1872 | 1876 | 1881 | 1886 | 1891 | 1896 |
| ---- | ---- | ---- | ---- | ---- | ---- | ---- | ---- | ---- |
| lac. | lac. | 176  | 160  | 185  | 149  | 149  | 123  | 110  |

| 1901 | 1906 | 1911 | 1921 | 1926 | 1931 | 1936 | 1946 | 1954 |
| ---- | ---- | ---- | ---- | ---- | ---- | ---- | ---- | ---- |
| 102  | 100  | 93   | 99   | 78   | 64   | 74   | 77   | 44   |

| 1962 | 1968 | 2017 | - | - | - | - | - | - |
| ---- | ---- | ---- | - | - | - | - | - | - |
| 54   | 42   | 53   | - | - | - | - | - | - |

Histogramme

(élaboration graphique par Wikipédia)

## Culture locale et patrimoine

### Lieux et monuments

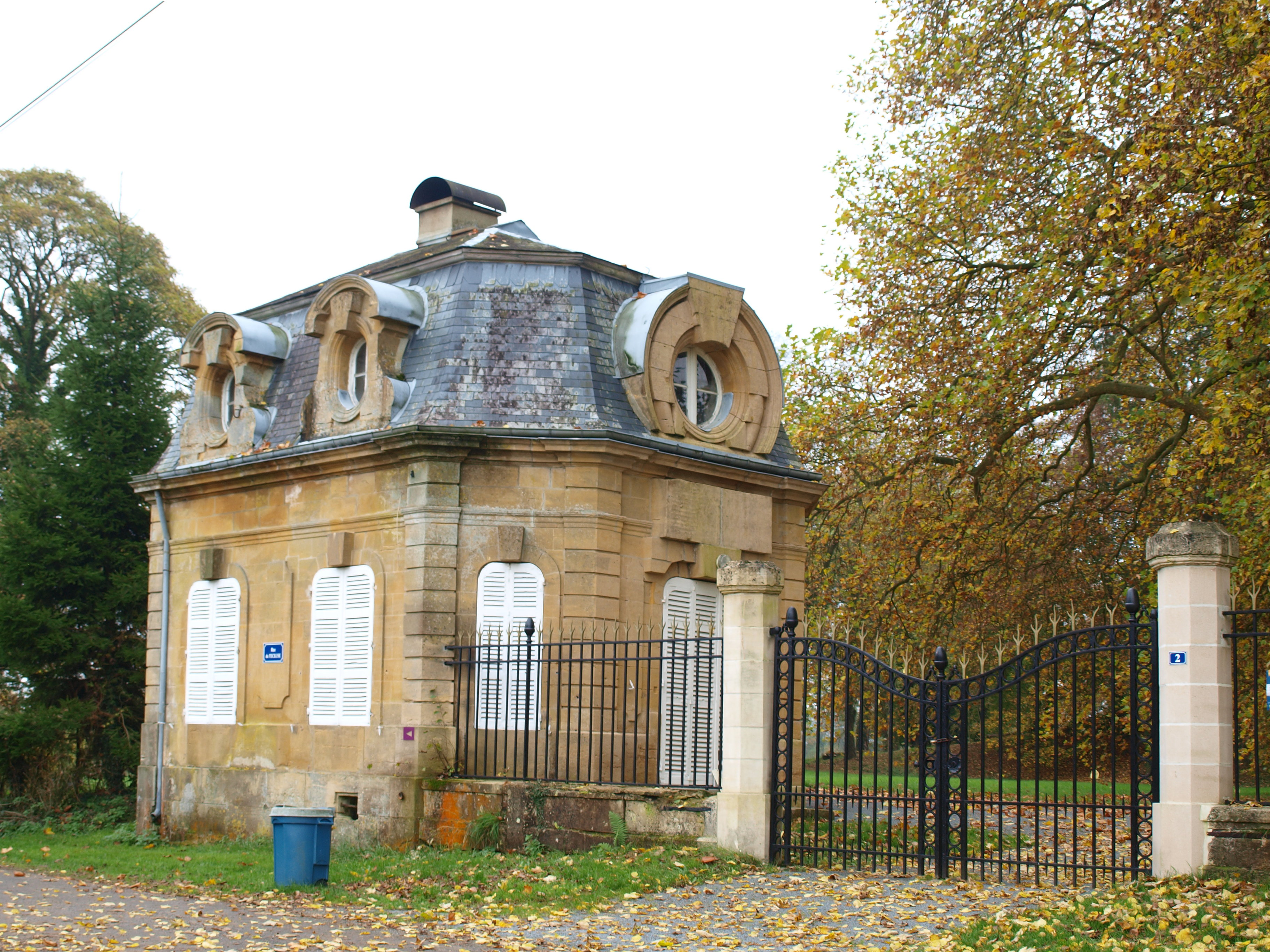
Pavillon du château de la Cassine

- Couvent des Cordeliers : siège actuel de l'Association Culturelle du Château de la Cassine.
- Ruines du Château de Louis de Gonzague et d'Henriette de Clèves : le château de la Cassine.
- Église Saint-François d'Assise de la Cassine.

### Personnalités liées à la commune
- Louis IV de Nevers (1539-1595), fondateur du château, du couvent et de l'église.
- Henriette de Clèves (1542-1601) son épouse.
- Armand-Charles de La Porte de La Meilleraye (1632-1713), Lieutenant Général des Armées du Roi (1654)
- Jean-Nicolas Gendarme (1769-1845), maître de forges ardennais, propriétaire du château.
- Albert de Lapparent (1839-1908), géologue et membre de l'académie des sciences, y est enterré.
- Marcel Degliame (1912-1989), né à La Cassine, ouvrier, syndicaliste, résistant, Compagnon de la Libération, administrateur de théâtre, producteur de films, ami de Boris Vian.

### Animations culturelles

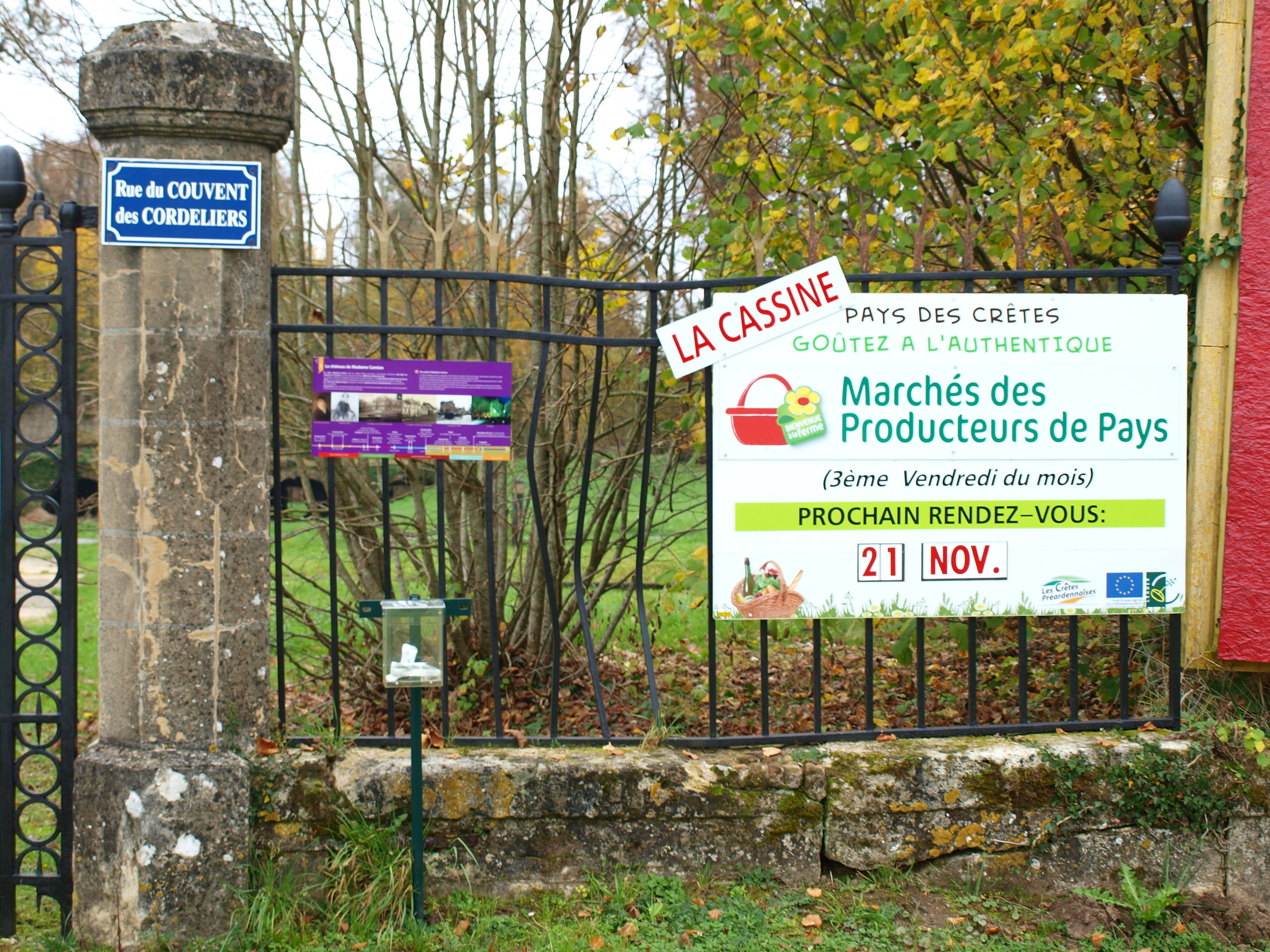
Le marché paysan

Elles sont organisées par l'Association de La Cassine et vont venir sur le site plus de 25.000 personnes tous les ans.
- Le marché paysan de la Cassine a lieu le troisième vendredi du mois de mars à décembre. Il a une nouvelle thématique à chaque édition. Il est organisé par une vingtaine de producteurs et fait découvrir les spécialités de la région et de la saison.
- Le spectacle théâtral avec son et lumières de la Cassine a lieu les samedis de juillet-août. Les spectateurs sont assis dans une tribune de 1700 places, mobiles sur 300 mètres et cheminent, au fur et à mesure du spectacle, pour finir devant les ruines du château et assister à un feu d'artifice. Il était les premières années consacré à l'histoire du lieu, à la vie à La Cassine et à Jean-Nicolas Gendarme, puis s'appuie maintenant sur  des thèmes autres[8],[9],[10].